# ديفينس (ماساتشوستس)
ديفينس (بالإنجليزية: Devens, Massachusetts)‏ هي أماكن مخصصة للتعداد تقع في الولايات المتحدة في ماساتشوستس. يقدر عدد سكانها بـ 1,840 نسمة ومساحتها 17.7 كم2 .

## التركيبة السكانية
حدّد مكتب تعداد الولايات المتحدة بيانات التركيبة السكانية لديفينس في تعداد الولايات المتحدة. في ما يلي، التركيبة السكانية حسب تعدادي 2000 و2010.

### تعداد عام 2010
بلغ عدد سكان ديفينس 1,840 نسمة بحسب تعداد عام 2010، وبلغ عدد الأسر 132 أسرة وعدد العائلات 93 عائلة مقيمة في المنطقة السكنية. في حين سجلت الكثافة السكانية 104 نسمة لكل كيلومتر مربع (269.4/ميل2). وبلغ عدد الوحدات السكنية 151 وحدة بمتوسط كثافة قدره 8.5 لكل كيلومتر مربع (22.0/ميل2).
وتوزع التركيب العرقي للمنطقة السكنية بنسبة 77.07% من البيض و19.08% من الأمريكيين الأفارقة و2.72% من الأمريكيين ذوي الأصول الآسيوية و0.76% من الأعراق الأخرى و0.38% من عرقين مختلطين أو أكثر و10.54% من الهسبانيون أو اللاتينيون من أي عرق.
بلغ عدد الأسر 132 أسرة كانت نسبة 40.2% منها لديها أطفال تحت سن الثامنة عشر تعيش معهم، وبلغت نسبة الأزواج القاطنين مع بعضهم البعض 52.3% من أصل المجموع الكلي للأسر، ونسبة 9.1% من الأسر كان لديها معيلات من الإناث دون وجود شريك،  بينما كانت نسبة 9.1% من الأسر لديها معيلون من الذكور دون وجود شريكة وكانت نسبة 29.5% من غير العائلات. تألفت نسبة 19.7% من أصل جميع الأسر من عدة أفراد يعيشون في نفس المنزل ونسبة 6.1% كانت تتألف من شخص يعيش بمفرده يبلغ من العمر 65 عاماً أو أكثر. وبلغ متوسط حجم الأسرة المعيشية 2.62، أما متوسط حجم العائلات فبلغ 3.02.
بلغ العمر الوسطي للسكان 29.7 عاماً. وكانت نسبة 8.8% من القاطنين تحت سن الثامنة عشر، وكانت نسبة 24.9% بين الثامنة عشر والرابعة والعشرين عاماً، ونسبة 44.8% كانت واقعةً في الفئة العمرية ما بين الخامسة والعشرين والرابعة والأربعين عاماً، ونسبة 19% كانت ما بين الخامسة والأربعين والرابعة والستين، ونسبة 2.5% كانت ضمن فئة الخامسة والستين عاماً فما فوق. وتوزع التركيب الجنسي للسكان بنسبة 81.6% ذكور و18.4% إناث.